# Dactylocythere banana
Dactylocythere banana är en kräftdjursart som beskrevs av D. G. Hart och C. W. Hart 1971. Dactylocythere banana ingår i släktet Dactylocythere och familjen Entocytheridae. Inga underarter finns listade i Catalogue of Life.